# ادوارد بروس، ارل کریک
ادوارد بروس، ارل کریک (Edward de Brus; ۱ ژانویهٔ ۱۲۷۵ – ۱۴ اکتبر ۱۳۱۸) فرمانده نظامی و سیاست‌مدار اهل اسکاتلند بود.